# Tvärsnitt (tidskrift)
Tvärsnitt var en svensk tidskrift om humaniora och samhällsvetenskap som gavs ut av Vetenskapsrådet. Sista numret, nummer 3–4 2011, utkom i november 2011.

## Historik
Tidskriften började ges ut 1979, då den startades av Humanistisk-samhällsvetenskapliga forskningsrådet (HSFR), som tidigare hade gett ut tidskriften Humanistisk forskning med mer begränsad ambition. Tore Frängsmyr anlitades då som redaktör med fria händer. Han valde inledningsvis att bjuda in forskare som finansierats av HSFR att skriva populärvetenskapliga artiklar om sin forskning, och breddade därefter tidskriften till andra typer av artiklar som speglade humanistisk och samhällsvetenskaplig forskning, dock ej den typ av artiklar som Frängsmyr uppfattade som typiska artiklar i Bonniers Litterära Magasin. HSFR gick 2001 upp i Vetenskapsrådet, som då blev utgivare av Tvärsnitt, tills den lades ned 2011.

## Redaktörer/Chefredaktörer
- 1979–1985: Tore Frängsmyr
- 1986–1991: Sverker Sörlin
- 1992–1996: Kjell Jonsson
- 1996–2002: Martin Kylhammar
- 2002–2004: Johan Lundberg
- 2004–2006: Liselotte Englund
- 2006-2010 Helena Bornholm
- –2011: Ragnhild Romanus